# A Pequena Galinha Vermelha

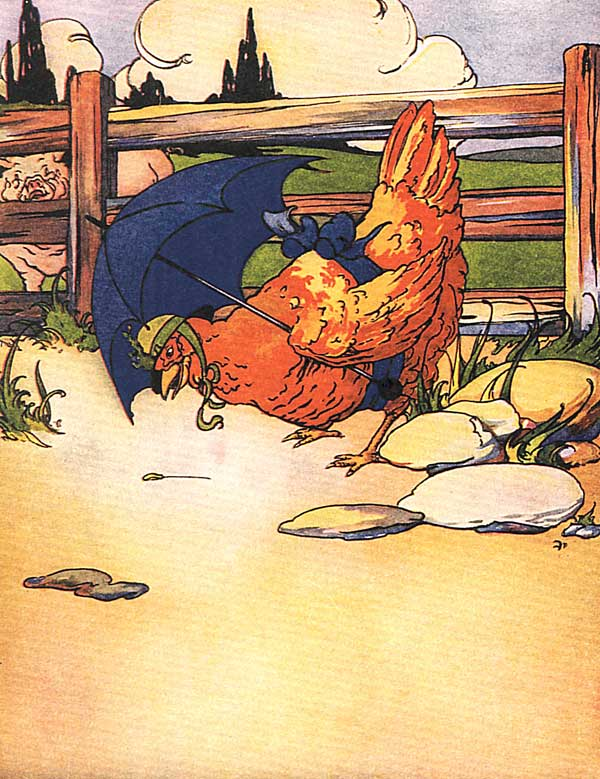
A pequena galinha vermelha

A pequena galinha vermelha é uma fábula, de provável origem russa. A versão mais famosa nos Estados Unidos é que foi popularizada pela Little Golden Books, uma série de livros publicados em massa para crianças desde os anos 40. A estória objetiva ensinar às crianças as virtudes de um trabalho ético e de iniciativa pessoal. Ainda, a fábula critica de alguma maneira alguns princípios de gestão socialista.
A moral desta história é que aqueles que não mostram vontade de contribuir para produzir algo não merecem desfrutar do produto: "Se alguém não quer trabalhar, também não coma".